# Страда Виле (Асти)
Страда Виле је насеље у Италији у округу Асти, региону Пијемонт.
Према процени из 2011. у насељу је живело 61 становника. Насеље се налази на надморској висини од 328 м.